# غودمان فيلدر
غودمان فيلدر هي شركة أسترالية  تُصنّع وتسوّق وتوزّع الخبز والسلع الصغيرة ومنتجات الألبان والسمن والزيت والصلصات ومكونات غذائية مختلفة. تنفّذ عملياتها الرئيسية في نيوزيلندا وأستراليا وفيجي وبابوا غينيا الجديدة وكاليدونيا الجديدة، ويتبع لها أكثر من 40 موقع تصنيع. توظف الشركة أكثر من 5000 شخص، ولديها أكثر من 120 علامة تجارية.

## التاريخ
تأسست مجموعة غودمان باسم أيه سي باترسون وشركاءها المحدودة في دنيدن في عام 1886 كشركة استيراد عامة، أسسها رجل الأعمال والمحسن الإسكتلندي المولد ألكسندر ستروناتش باترسون. أدرجت في بورصة نيوزيلندا في عام 1949 وتركّز بشكلٍ أساسي على أعمال التموين. تغيّر اسم الشركة إلى مجموعة غودمان في عام 1979 بعد أن تمت الإطاحة بحفيد باترسون أليكس من منصب رئيس مجلس الإدارة في عام 1976 بسبب "مصالح غير متراضية". 
تأسست شركة غودمان فيلدر عام 1986 بعد اندماج شركتي المطاحن المتاحن المحدودة وشركة مجموعة غودمان المحدودة. منذ الاندماج في عام 1986 ، اشترت الشركة 13 شركة أخرى. استولت شركة بيرنز فيليب على الشركة عام 2003. 
أدرجت غودمان فيلدر في سوق الأسهم في نهاية عام 2005  مع احتفاظ شركة بيرنز فيليب بحصة 20٪ (بيعت هذه الحصة لاحقًا في عام 2007). كجزء من الاكتتاب العام، أصبحت العلامات التجارية ميدوفريش وتاراروا وكيوي وهوتونز وأجبان أنكر (بموجب ترخيص) وتوب هات وأجبان بوهوي جزءًا من غومان فيلدر.
لم يتم تضمين شركتي أونكل توبيز وبلوبيرد للوجبات الخفيفة التابعة لغودمان فيلدر "الأصلية" في التعويم، حيث بيعت الأولى لشركة نستله  والأخيرة لشركة بيبسيكو . 
شغل كريس ديلاني منصب الرئيس التنفيذي لشركة غودمان فيلدر من 4 يوليو 2011، وهو الرئيس السابق لشركة كامبيل سوب لمنطقة آسيا والمحيط الهادئ. استقال كريس بعد استحواذ شركة ويلمار الدولية وفيرست باسيفيك على الشركة في مارس 2015 مقابل 1.3 مليار دولار أسترالي.  
تبعه سكوت ويتيميير، حتى استحواذ شركة ويلمار الدولية على الشركة. 
في عام 2019، استحوذت شركة ويلمار الدولية على حصة فيرست باسيفيك البالغة 50٪ في الشركة. 

## دولياً
تُصدِّر الشركة العديد من منتجاتها إلى أكثر من 30 دولة. تضمّ غودمان فيلدر أربعة أقسام: المكونات المنزلية، الخبز، منتجات الألبان والدهون والزيوت التجارية.

## روابط خارجية
- الموقع الرسمي